# قطعنامه ۷۸۵ شورای امنیت
قطعنامه ۷۸۵ شورای امنیت سازمان ملل متحد که در تاریخ ۳۰ اکتبر ۱۹۹۲ تصویب شد، سندی بین‌المللی دربارهٔ آنگولا است. این قطعنامه طی نشست ۳۱۳۰ام با ۱۵ رای موافق، ۰ مخالف و ۰ ممتنع تصویب شد.